# Алебуа, Эзикиел
Эзикиел Алебуа (англ. Ezekiel Alebua; июль 1947, Авуаву, остров Гуадалканал, Соломоновы Острова — 7 августа 2022, Хаиматуа, Гуадалканал, Соломоновы Острова) — государственный и политический деятель Соломоновых Островов, премьер-министр (1986—1989).

## Биография
В период с 1981 по 1982 год занимал должность министра иностранных дел. В 1984-1985 был министром внутренних дел и местного самоуправления, в 1985-1986 - министром сельского хозяйства и земель. 1 декабря 1986 года был избран премьер-министром Соломоновых Островов, оставаясь им до 28 марта 1989 года.
В апреле 1998 года был избран премьером провинции Гуадалканал. В декабре того же года на фоне сепаратистских движений на территории Гуадалканала он потребовал, чтобы правительство выплатило провинции компенсацию в размере $SI 2,5 млн за беспричинное убийство 25 жителей Гуадалканала, ввело ежегодную плату в размере SI$ 50 на человека в общегосударственном масштабе за размещение на территории провинции столицы Соломоновых Островов, города Хониара (то есть около SI$ 20 млн в год). Кроме того, он призвал к введению запрета для жителей других провинций на право владения земельными участками на территории Гуадалканала. Это заявление, в свою очередь, вызвало неожиданную реакцию среди глав и жителей других провинций, особенно Малаиты, чей премьер призвал к переносу столицы из Хониара, оставив за городом статус коммерческого центра страны. Правительство, в свою очередь, в мае 1999 года выделило провинциальной ассамблее Гуадалканала компенсацию в размере SI$ 500 тысяч, надеясь на возобновление мирного процесса в провинции, в которой продолжалась гражданская война на фоне межэтнического конфликта. 1 июня 2001 года на Алебуа одним из членов гуадалканальской мятежной группы Weathercoast, отказавшейся от подписания мирного соглашения, которое положило конец двухлетнему этническому конфликту между жителями Гуадалканала и Малаиты, было совершено покушение, в результате которого он был тяжело ранен. По заявлению мятежной группы, покушение было возмездием за операцию, проведённую полицией против Weathercoast. В 2003 году Алебуа ушёл в отставку с поста премьера провинции.
3 августа 2005 года он был арестован по обвинению в использовании в личных целях SI$ 302 тысяч из средств, предназначенных для выплаты компенсаций родственникам 25 погибших в ходе этнического конфликта на территории Гуадалканала. 5 июля 2007 года Алебуа был приговорён к 3,5 годам лишения свободы.